# Tetralicia graminicola
Tetralicia graminicola là một loài côn trùng cánh nửa trong họ Aleyrodidae, phân họ Aleyrodinae.
Tetralicia graminicola được Bink-Moenen miêu tả khoa học đầu tiên năm 1983.